# Казимир IV Ягеллончик
Казими́р IV Ягелло́нчик (або Казими́р Андр́ій Ягайлович; пол. Kazimierz IV Andrzej Jagiellończyk; (30 листопада 1427 — 7 червня 1492) — великий князь литовський (1440—1492) та король польський (1447—1492), пан і дідич Русі.
За часів його панування Велике князівство Литовське і Польське королівство були окремими й рівними державами, які об'єднувала тільки персональна унія їхнього спільного правителя.

## Титул
Повний титул польською — Z Bożej łaski król Polski, ziemi krakowskiej, sandomierskiej, łęczyckiej, sieradzkiej, Kujaw, wielki książę Litwy, pan i dziedzic Rusi, Prus, Chelmna, Elbląga i Pomorza.
Українською: Божою Ласкою король Польщі, землі Краківської, Сандомирії, Сирадії, Лехії, Куявії, Великий князь Литовський, Володар і Спадкоємець Русі, Пруссії, Хелмна, Ельблонга та Помор'я.

## Біографія

Родовий герб литовського роду Ягеллонів

### Прихід до влади
Народився у Кракові. Син великого князя литовського та польського короля Владислава II Ягайла і руської княжни Софії Гольшанської.
У 1440 році у Троках убили великого князя литовського Сигізмунда Кейстутовича.
За дорученням короля польського Владислава III, старшого брата Казимира Андрія, у 1441 році сяноцький староста Ян з Ланцухова відвіз до ВКЛ 12-річного Казимира, де литовська знать проголосила його великим князем.
1444 року Владислав III загинув у битві з турками під Варною. У Польщі розпочалося міжкоролів'я, яке зрештою завершилось тим, що в 1447 році шляхтичі вибрали Казимира Андрія новим польським королем. Того ж року Казимир IV, намагаючись зміцнити королівську владу шляхом послаблення політичної ролі магнатів, видав загальноземський привілей, який значно розширював права шляхти, у тім числі української (Нешавські статути 1454 року).

### Правління
Під час правління Казимира, за сприяння київського князя Семена Олельковича та митрополита Григорія II Болгариновича, здійснено остаточний поділ Київської митрополії на Київську (з осідком у Києві; охоплювала 10 українсько-білоруських єпархій та існувала до 1686 року) та Московську (з 1589 року — патріархія).
Проводив політику централізації Литовсько-Руської держави: у 1452 році ліквідував Волинське, а в 1470 (фактично — 1471) — Київське князівство та перетворив їх на воєводства Великого князівства Литовського.

В 1468 році укладено збірник тогочасних законів — «Судебник великого князя Казимира». У 1454–1466 роках в ході Тринадцятирічної війни з Тевтонським орденом Казимиру вдалось приєднати до території Польського королівства Західне Помор'я, а залишки Держави тевтонців змушені були визнати себе васалом Польщі.

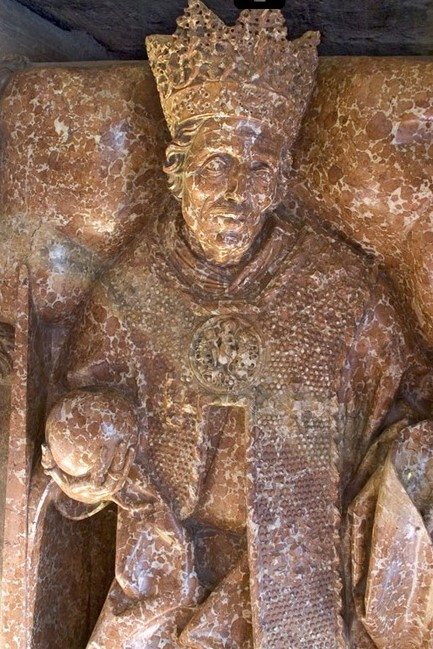
Фрагмент надгробку на могилі Казимира IV Ягеллончика

Проводячи активну зовнішню політику, Казимир IV Ягеллончик, домігся утвердження свого сина Владислава на чеському (1471 рік) та угорському (1490) престолах. У 1481 році Казимир IV викрив спробу підготовки повстання проти його влади з боку українських князів Михайла Олельковича, Івана Гольшанського та Федора Більського, яких пізніше було страчено
За Казимира розпочалась невдала для Великого князівства Литовського московсько-литовсько-руська війна 1487–1494 років. Також польські війська жорстоко придушили повстання Мухи, яке спалахнуло в 1490—1492 рр. на Галичині.
Помер у Гродно 7 червня 1492 року в віці 64 років. Був похований у Кракові, у Вавельському замку в мармуровій гробниці.

## Родина
Дружина — Єлизавета Габсбург (1436—1505), дочка короля Німеччини Альбрехта II
Діти:
- Владислав (роки життя — 1456—1516)
- Ядвіга (1457—1502)
- Казимир (1458—1484)
- Ян (1459—1501)
- Олександр (1461—1506)
- Софія (1464—1512)
- Єлизавета (1465—1466)
- Сигізмунд (1467—1548)
- Фредерік (1468—1503)
- Єлизавета (1472—1480)
- Анна (1476—1503)
- Барбара (1478—1534)
- Єлизавета (1483—1517)

## Галерея (портрети дітей)

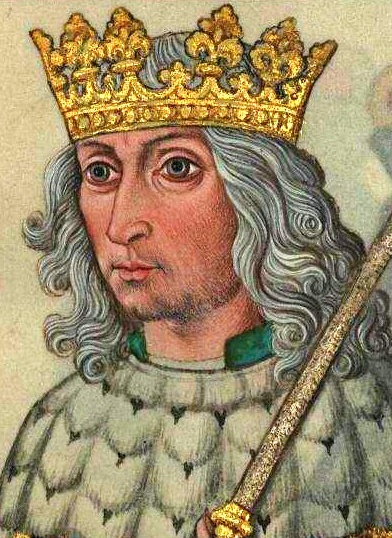
Владислав
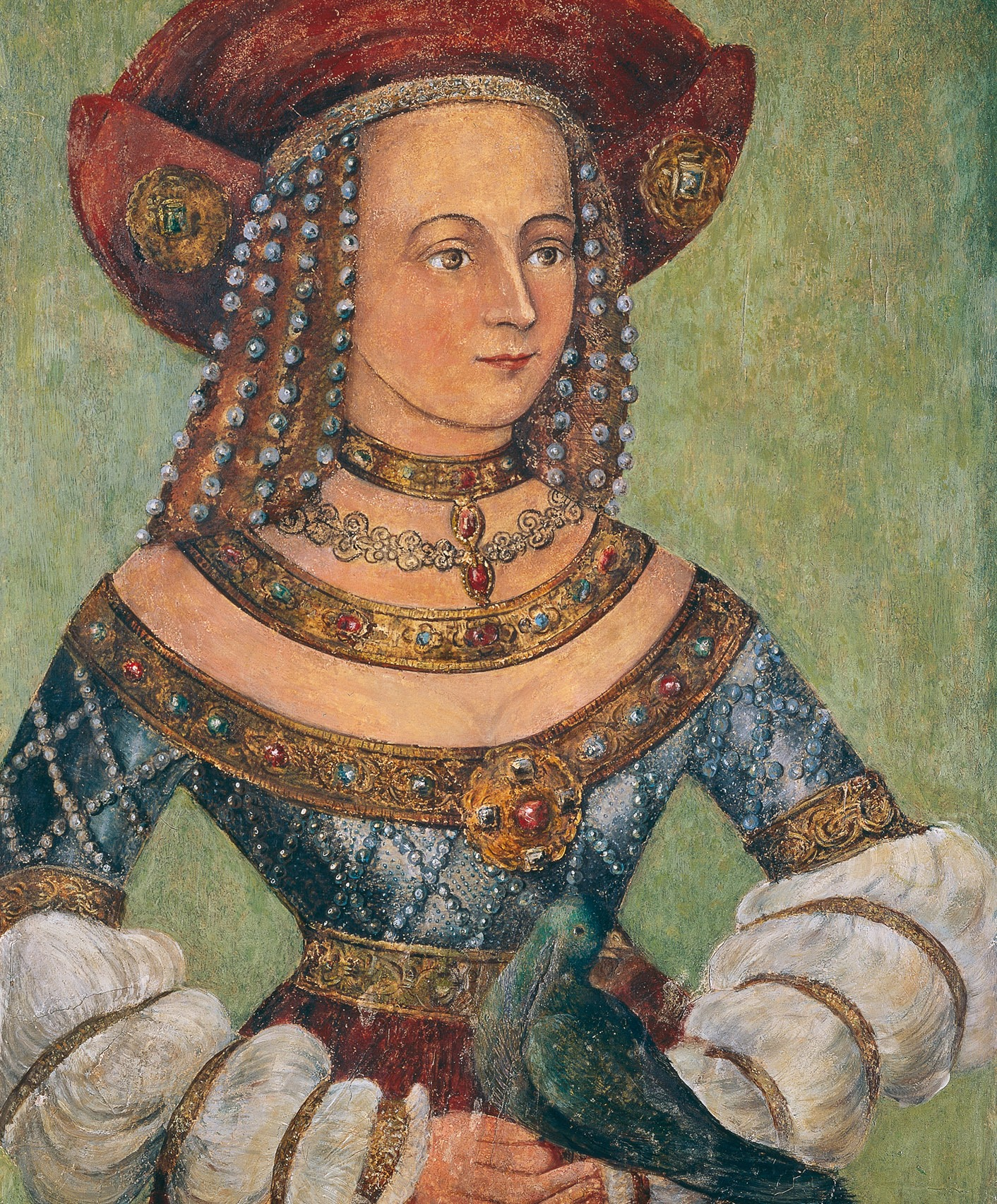
Ядвіга
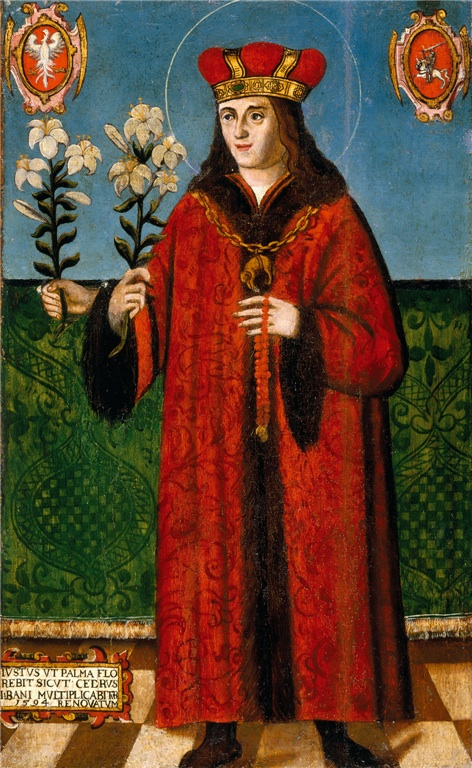
Казимир
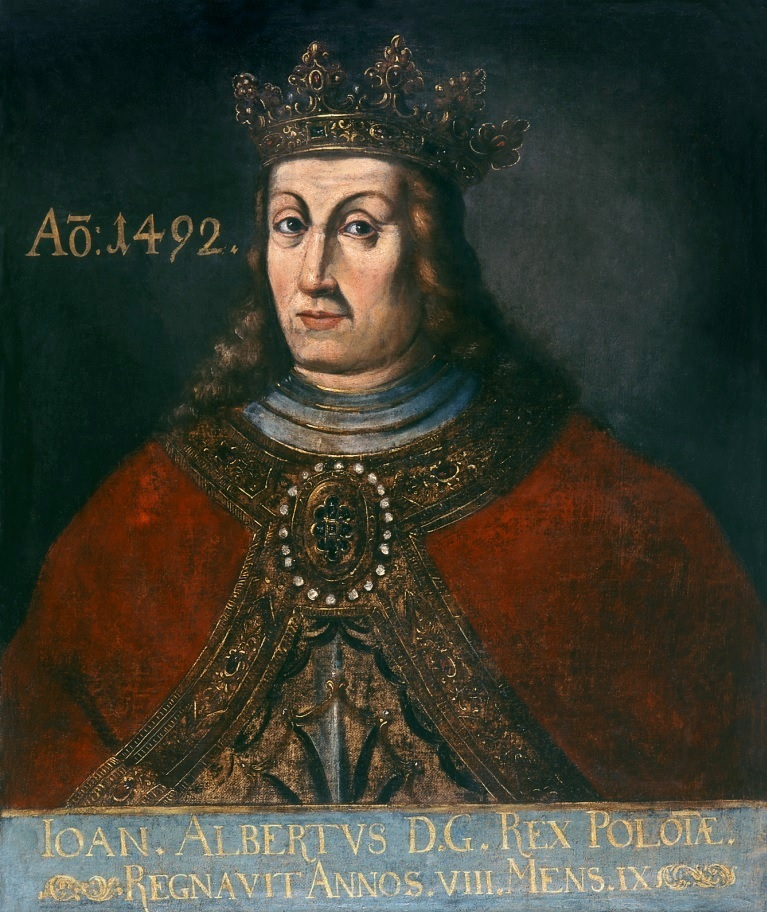
Ян I Ольбрахт
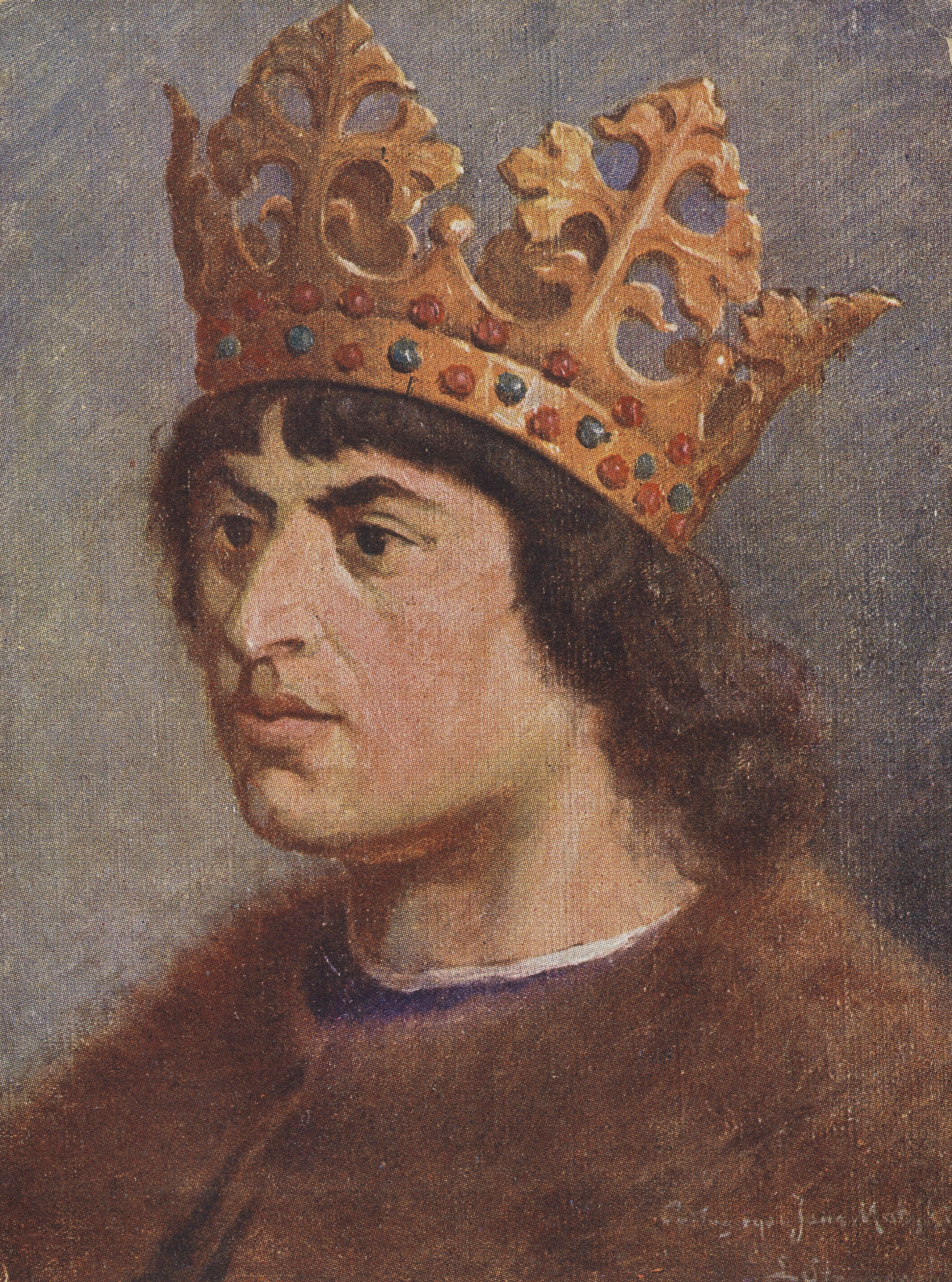
Олександр
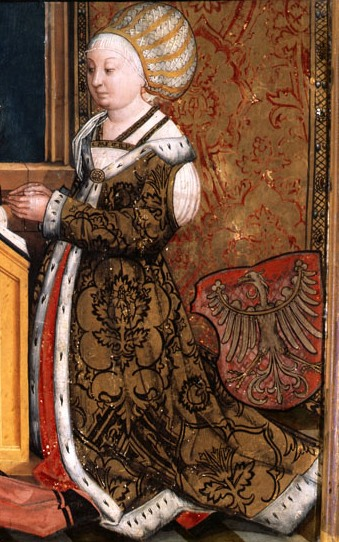
Софія
Єлизавета
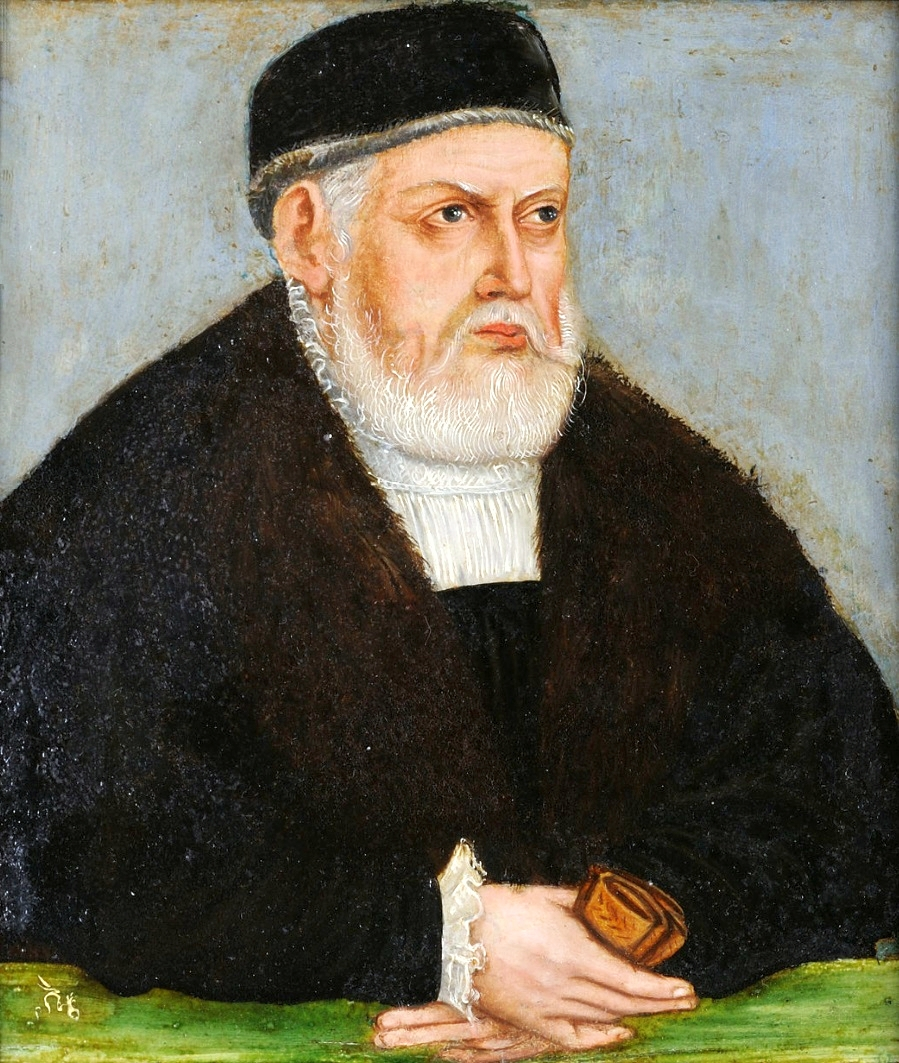
Сигізмунд
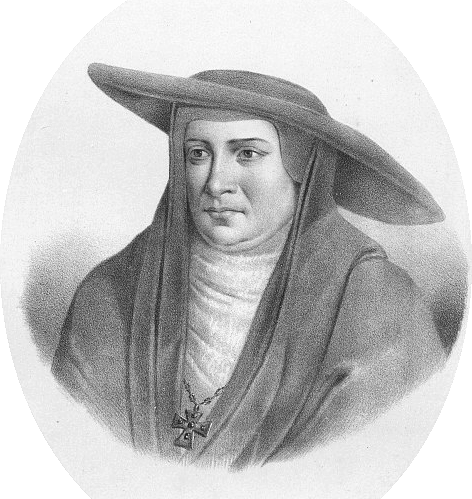
Фридерик
Єлизавета
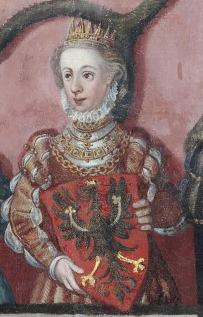
Анна
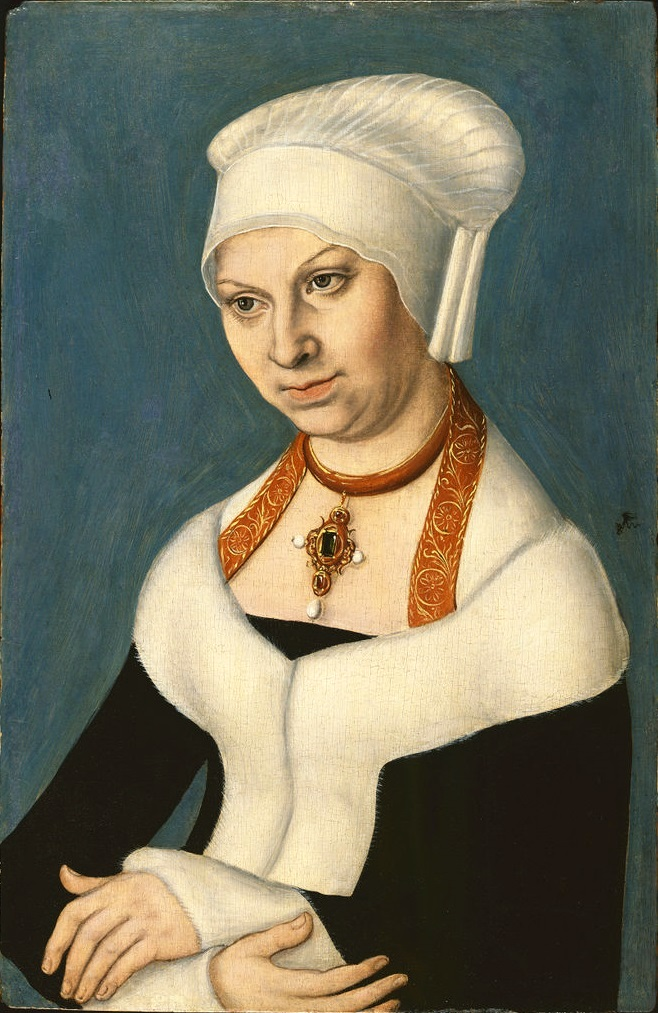
Барбара
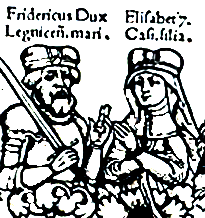
Єлизавета